# آزمون پذیرش بین المللی پزشکی
آزمون پذیرش بین المللی پزشکی (IMAT) یک آزمون استعدادی است که برای پذیرش در رشته‌های پزشکی و دندانپزشکی در مقطع کارشناسی در دانشگاه‌های منتخب ایتالیا استفاده می‌شود. این برنامه‌ها متمایز از همتایان خود در ایتالیایی هستند، زیرا به زبان انگلیسی ارائه می‌شوند و در درجه اول برای دانشجویان بین المللی طراحی شده‌اند. از سال ۲۰۲۳، آزمون پذیرش بین المللی پزشکی صرفاً توسط وزارت آموزش، دانشگاه‌ها و تحقیقات ایتالیا (MIUR) اداره می‌شود.

## شرکت کنندگان
دانشگاه‌های زیر تعدادی مکان را برای دانشجویان داخلی و خارجی برای تحصیل پزشکی به عنوان بخشی از این طرح ارائه می‌دهند. یک رتبه‌بندی جداگانه بین نامزدهای اتحادیه اروپا و غیر اتحادیه اروپا وجود دارد، بنابراین حداقل امتیازات برای ورود به هر دانشگاه بین این دو نیز متفاوت است. متقاضیان دوره‌های موجود که به زبان ایتالیایی تدریس می‌شوند در حال حاضر در آزمون پذیرش ایتالیایی (که توسط کمیسیون ایتالیا ایجاد شده است) شرکت می‌کنند و مکان‌های موجود به افرادی که بالاترین امتیاز را در این آزمون کسب کرده‌اند تعلق می‌گیرد. در زیر تعداد کرسی‌های اختصاص داده شده برای دانشجویان اتحادیه اروپا و غیر اتحادیه اروپا در دانشگاه‌های ایتالیا برای سال ۲۰۲۴ آمده است:
|                                      | اتحادیه اروپا | غیر اتحادیه اروپا |
| ------------------------------------ | ------------- | ----------------- |
| دانشگاه ساپیینزا در رم               | ۴۵            | ۱۳                |
| دانشگاه میلان                        | ۵۵            | ۱۵                |
| دانشگاه پاویا                        | ۱۰۳           | ۴۰                |
| دانشگاه بولونیا                      | ۹۷            | ۲۰                |
| دانشگاه پادوا                        | ۷۵            | ۲۵                |
| دانشگاه رم تور ورگاتا                | ۴۰            | ۱۵                |
| دانشگاه تورین                        | ۷۰            | ۳۲                |
| دانشگاه میلان-بیکوکا                 | ۳۰            | ۱۸                |
| دانشگاه فدریکو دوم (ناپل)            | ۱۵            | ۲۵                |
| دانشگاه پارما                        | ۷۵            | ۴۵                |
| دانشگاه مسینا                        | ۵۵            | ۵۶                |
| دانشگاه کامپانیا لوجی وانویتیلی      | ۶۰            | ۵۰                |
| دانشگاه باری                         | ۶۹            | ۱۱                |
| دانشگاه پولی تکنکی مارش              | ۲۰            | ۶۰                |
| دانشگاه کاتانیا                      | ۳۰            | ۳۰                |
| دانشگاه کالیاری                      | ۸۰            | ۲۰                |
| دانشگاه سیینا (دانت درمانی)          | ۲۳            | ۱۲                |
| دانشگاه ساپیینزا در رم (دانت درمانی) | ۱۹            | ۶                 |